# Opuštění věci
Opuštění věci neboli derelikce je jedním ze způsobů zániku vlastnického práva. Vzhledem k úmyslu vlastníka věc dále nevlastnit jde o jednostranné právní jednání, čímž se liší od ztráty věci, která je právní událostí.

## Vývoj právní úpravy v Česku
Podle rakouského obecného zákoníku občanského patřilo právo věc opustit k základním vlastnickým právům, omezeno však bylo v případě nemovitostí.[zdroj?]
Československý občanský zákoník z roku 1950 výslovně vyloučil možnost opuštění u těch věcí, které nebylo možno podle zvláštních předpisů zcizit. Opuštěné věci nepatrné hodnoty mohl nabýt prostřednictvím tzv. okupace každý, ostatní propadly i bez dalšího soudního nebo správního rozhodnutí státu.
Pozdější občanský zákoník z roku 1964 zrušil výjimku pro věci nepatrné hodnoty, takže všechny věci opuštěné připadaly státu a žádná věc se již opuštěním nemohla stát věcí ničí. Jeho zásadní novela z roku 1991 dané ustanovení vypustila, čímž i právní úprava institutu „opuštěné věci“ ze soukromého práva zmizela. Ne však úplně, protože ačkoli tehdejší české právo derelikci jako možnost pozbytí vlastnictví neumožňovalo, občanský zákoník v ustanovení o nálezech i nadále s nalezením věci, která byla podle předchozích právních předpisů opuštěna, počítal.

## Nový občanský zákoník
Občanský zákoník z roku 2012 se k možnosti zániku vlastnictví opuštěním věci opět vrátil. Každý může svou věc opustit, čímž se stane věcí ničí a jiný si ji může přivlastnit. V případě věcí nemovitých a zbraní se však vlastníkem stane vždy stát. Zákon dokonce zavedl fikci opuštění věci, a to v případě, kdy vlastník své vlastnické právo po stanovenou dobu nevykonává (3 roky u věcí movitých a 10 let u nemovitých), nebo pokud byla movitá věc nepatrné hodnoty zanechána na místě přístupném veřejnosti. Na druhou stranu pouhý nález věci automaticky neznamená možnost jejího přivlastnění bez dalšího, protože obecně se má za to, že každý chce své vlastnictví podržet.
V praxi se o opuštění nemovité věci pokusila kolem roku 2014 římskokatolická farnost Konojedy ve vztahu ke kostelu svatého Havla v Bílém Kostelci. Katastrální úřad ale převod odmítl zapsat a Krajský soud v Ústí nad Labem žalobu farnosti zamítl s tím, že vlastník kulturní památky má povinnost o ni na vlastní náklady pečovat a udržovat ji v dobrém stavu, a pokud tak nečiní a chce obejít zákon tím, že majetek účelově opustí, je takové chování v rozporu s dobrými mravy.